# 한국항공우주연구원
한국항공우주연구원(韓國航空宇宙硏究院, 영어: Korea Aerospace Research Institute, KARI)은 항공우주과학기술의 연구개발을 위하여 설립된 우주항공청 산하 법인이다. 대전광역시 유성구 어은동에 위치하고 있다.

## 설립목적 및 주요기능
「과학기술분야 정부출연 연구기관 등의 설립ㆍ운영 및 육성에 관한 법률」에 근거하여 1989년 10월 10일 설립되었으며, 2024년 5월 27일 「우주항공청의 설치 및 운영에 관한 특별법」이 시행됨에 따라 우주항공청 산하로 편입됨과 동시에 설치 근거 법령이 기존의 「과학기술분야 정부출연 연구기관 등의 설립ㆍ운영 및 육성에 관한 법률」에서 「우주항공청의 설치 및 운영에 관한 특별법」으로 변경되었다.
- 설립목적 : 항공우주과학기술영역의 새로운 탐구, 기술선도, 개발 및 보급을 통하여 국민경제의 건전한 발전과 국민생활의 향상에 기여
- 주요기능

1. 항공기·인공위성·우주발사체의 종합시스템 및 핵심기술 연구개발
2. 국가항공우주개발 정책수립 지원, 항공우주 기술정보의 유통 및 보급·확산
3. 시험평가시설의 산·학·연 공동 활용, 중소·중견기업 등 관련 산업계 협력·지원 및 기술사업화
4. 정부, 민간, 법인, 단체 등과 연구개발협력 및 기술용역 수탁·위탁, 주요 임무 분야의 전문인력 양성

## 역사
1989년 10월 한국기계연구소 항공기계실과 천문우주과학연구소의 우주공학실이 통합되어 한국기계연구소 부설 항공우주연구소가 설립되었다. 가건물에서 처음 연구를 시작하였으며, 인력은 30여명이었다. 1992년에는 산업자원부 「항공우주산업개발촉진법」에 의한 성능품질검사 전문기관에 지정되었으며, 1996년 11월 재단법인 한국항공우주연구소로 독립하였다. 2001년, 현재의 한국항공우주연구원으로 개칭했으며, 2008년 교육과학기술부 기초기술연구회 산하로 편입되었다. 2014년 국가과학기술연구회 산하로 소속이 변경되었다. 2016년 12월에는 국가 우주개발전문기관으로 선정되었다.

### 연혁
- 1989.10 한국기계연구소 부설 항공우주연구소 설립
- 1990.12 항공우주연구소 기공
- 1992.09 산업자원부 항공우주산업개발촉진법에 의한 성능품질검사 전문기관지정
- 1992.11 항공우주연구소 완공
- 1993 까치호 비행
- 1996.11 재단법인 한국항공우주연구소 설립
- 1997.03 쌍발 복합재료 항공기 개발
- 1998.06 2단형 과학로켓 (KSR -Ⅱ) 발사
- 1999.01 한국항공우주연구소 설립근거 변경
- 1999.12 다목적실용위성(아리랑) 1호 발사
- 2001.01 한국항공우주연구원으로 명칭 변경
- 2001.09 선미익 항공기(반디호) 개발
- 2002.11 한국 최초 액체추진과학로켓 (KSR - III) 발사
- 2003.05 항공기 체계종합/성능시험 센터 기공
- 2003.08 우주센터 기공
- 2003.09 과학기술위성 1호 발사
- 2003.10 다목적 성층권 장기체공 무인비행선 개발
- 2004.10 제주추적소 기공
- 2005.01 남극 소형관제소 설치
- 2006.07 다목적실용위성 (아리랑) 2호 발사
- 2008.03 기초기술연구회 편입
- 2008.04 우주인 배출
- 2008.12 중형에어로스탯 개발
- 2009.06 나로우주센터 준공
- 2010.06 천리안위성 발사
- 2011.11 스마트무인기 개발
- 2012.05 다목적실용위성(아리랑) 3호 발사
- 2012.06 한국형기동헬기 수리온 민군겸용 핵심구성품 개발
- 2013.01 한국 최초 우주발사체 나로호 3차 발사
- 2013.08 다목적실용위성(아리랑) 5호 발사
- 2013.11 과학기술위성3호 발사
- 2013.12 4인승 소형항공기(나라온) 개발
- 2014.05 유무인 혼용기(OPV) 개발
- 2014.06 국가과학기술연구회 산하로 소속변경
- 2015.03 다목적실용위성(아리랑) 3A호 발사
- 2015.08 고고도(성층권) 장기체공 전기동력무인기(EAV)-3 14.12km 비행 성공
- 2015.12 한국형발사체엔진 추진기관 시험설비 준공
- 2016.07 75톤급 액체엔진 임무연소시간 연소시험 성공
- 2016.08 고고도(성층권) 장기체공 전기동력무인기(EAV)-3 18.5km 비행 성공
- 2016.12 국가 우주개발전문기관 선정
- 2017 틸트덕트 무인기 개발
- 2018 쿼트틸트프롭 무인기 (QTP-UAV)개발
- 2018.11 누리호 시험발사체 발사
- 2018.12 정지궤도복합위성(천리안) 2A호 발사
- 2020.2.19 정지궤도복합위성(천리안)2B호 발사
- 2020.8 EAV-3 53시간 장시간 비행
- 2020.10 나로우주센터 제2발사대 완공
- 2021.2.2 75톤급 엔진 4기 클러스터링(누리호 1단) 연소시험
- 2021.3.22 차세대중형위성 1호 발사
- 2021.10.21 한국형발사체 누리호 1차 발사
- 2022.6.21 한국형발사체 누리호 2차 발사 성공
- 2022.8.5 한국형 달 궤도선 다누리 발사
- 2022.12.17 한국형 달 궤도선 다누리 달 궤도 진입
- 2023.5.25 한국형발사체 누리호 3차 발사 성공
- 2024.5.27 대한민국 우주항공청이 설립되면서 천문연구원과 함께 우주항공청 산하 법인으로 편입[4]

## 조직

### 원장
- 홍보협력부
- 미래전략부
- 국가위성정보활용지원센터
- 달탐사사업단
- 미래발사체연구단
- 한국형발사체개발사업본부

#### 부원장
- 항공연구소
- 위성연구소
- 미래기술연구소
- 나로우주센터
- SBAS사업부
- 무인이동체 미래선도 핵심기술 개발사업단
- 기획정책본부
- 경영지원본부

## 주요 연구시설
- 대전 본원

본원은 대전광역시 대덕연구개발특구 내에 위치해 있으며, 항공 시험평가 설비인 아음속 풍동 시험설비, 전기체 구조시험 설비, 추진시험 설비, 항공 제어시험 설비, 회전익(날개) 시험설비 등 각종 항공우주 관련 시험설비가 있다.
- 나로우주센터

추진기관 주요 시험설비, 발사대, 추적소, 발사 운용 시설 등이 구축되어 있으며, 민간 우주기업을 위한 발사장도 나로우주센터 내에 지어질 계획이다.
- 고흥항공센터(국가종합비행성능시험장)

0.7km 길이의 활주로와 비행선, 소형·무인기 시험시설, 착륙장치 낙하 실험시설, 프로펠러 시험시설 등을 갖췄다. 고흥 항공센터에서는 2003년부터 2019년까지 16년 동안 유무인 항공기 168대의 성능시험이 이루어졌으며 연구인력 76,077명이 방문하였다.
- 제주추적소

나로우주센터와 200km 떨어진 제주도 서귀포시 표선면에 위치해 있으며, 우주발사체의 지속적인 추적과 정보수신 업무를 담당한다.
- 팔라우추적소

팔라우 추적소는 2만8천㎡ 부지에 지름 7.3ｍ급 원격자료 수신 안테나와 위성통신망 등을 갖추고 있다. 발사체나 탑재체의 실시간 비행 위치, 속도, 자세, 단 분리, 위성 분리 신호, 압력, 온도, 전압, 전류 등 원격 자료와 영상을 수신할 수 있으며, 나로우주센터를 기준으로 3천㎞ 이상 떨어진 발사체의 데이터도 수신할 수 있다.
- 심우주지상국

우주탐사선과 통신하는 국내 최초의 심우주지상국으로, 경기 여주에 위치해 있다. 달 주위를 돌며 탐사 활동을 벌일 달 궤도선과 통신한다. 안테나 반사판은 전파를 보내고 달 궤도선이 보내오는 전파를 모으는 역할을 한다.
- 웨노 위성관제소

- 남극세종과학기지 아리랑위성 통신소

가

## 발사체
| 인공위성                                     | 발사날짜         | 로켓                          | 발사장       | 상태 | 목적                               |
| -------------------------------------------- | ---------------- | ----------------------------- | ------------ | ---- | ---------------------------------- |
|                                              | 1993년 6월 4일   | KSR-I 과학 1호                |              | 성공 | 오존층 관측과 로켓 성능시험        |
|                                              | 1993년 9월 1일   | KSR-I 과학 2호                |              | 성공 | 오존층 관측과 로켓 성능시험        |
|                                              | 1997년 7월 9일   | KSR-II                        |              | 실패 | X선 관측과 로켓 성능시험           |
|                                              | 1998년 6월 11일  | KSR-II                        |              | 성공 | X선 관측과 로켓 성능시험           |
|                                              | 2002년 11월 28일 | KSR-III                       |              | 성공 | 액체로켓 성능시험                  |
| 과학기술위성 2A호                            | 2009년 8월 25일  | KSLV-I 나로호                 | 나로우주센터 | 실패 | 지구 저궤도 소형위성 발사          |
| 과학기술위성 2B호                            | 2010년 6월 10일  | KSLV-I 나로호                 | 나로우주센터 | 실패 | 지구 저궤도 소형위성 발사          |
| 나로과학위성                                 | 2013년 1월 30일  | KSLV-I 나로호                 | 나로우주센터 | 성공 | 지구 저궤도 소형위성 발사          |
|                                              | 2018년 11월 28일 | KSLV-II TLV 누리호 시험발사체 | 나로우주센터 | 성공 | 75톤급 엔진 성능시험               |
|                                              | 2021년 10월 21일 | KSLV-II 누리호                | 나로우주센터 | 실패 | 지구 저궤도 실용위성 발사능력 검증 |
| 성능검증위성(PVSAT), 큐브위성 4기            | 2022년 6월 21일  | KSLV-II 누리호                | 나로우주센터 | 성공 | 지구 저궤도 실용위성 발사능력 검증 |
| 차세대소형위성 2호, 도요샛 4기, 민간위성 3기 | 2023년 5월 25일  | KSLV-II 누리호                | 나로우주센터 | 성공 | 첫 실용위성 발사                   |

## 같이 보기
- 미국 항공우주국 (NASA)
- 러시아 연방 우주국 (Roscosmos)
- 일본 우주항공연구개발기구 (JAXA)
- 유럽 우주국 (ESA)
- 중국국가항천국 (CNSA)
- 인도우주연구기구 (ISRO)
- 한국천문연구원 (KASI)
- 나로호 (KSLV-1)
- 누리호 (KSLV-2)
- 아리랑위성 (KOMPSAT)
- 천리안위성 (Geo-KOMPSAT)
- 나로우주센터
- 다누리 (KPLO)